# Le Voyageur (film, 2005)
Pour les articles homonymes, voir Voyageur.
Pour plus de détails, voir Fiche technique et Distribution.
Le Voyageur est un film égyptien réalisé en 2005.

## Synopsis
La vie offre rarement deux fois la même opportunité. Si une option intéressante se trouve à votre portée, parfois il est préférable de l’attraper plutôt que de la perdre pour toujours.

## Fiche technique
- Réalisation : Amr Wagih
- Production : Helwan University
- Scénario : Amr Wagih
- Animation : Amr Wagih